# Унэгэтэй (Курумканский район)
Унэгэтэ́й (бур. Yнэгэтэй — «лисье [место]») — улус в Курумканском районе Бурятии. Входит в сельское поселение «Курумкан».

## География
Расположен на левобережье реки Баргузин (в 1.5 км западнее протоки Хаптая), в 20 км к югу от центра сельского поселения — села Курумкан.

## Население
| 2002 | 2010 |
| ---- | ---- |
| 184  | ↘104 |

## Известные люди
- Тубденов, Шагжи Убарданович (1902—1985) — бригадир колхоза имени Калинина Курумканского аймака Бурят-Монгольской АССР, Герой Социалистического Труда[3].